# Kosmas Indikopleustes

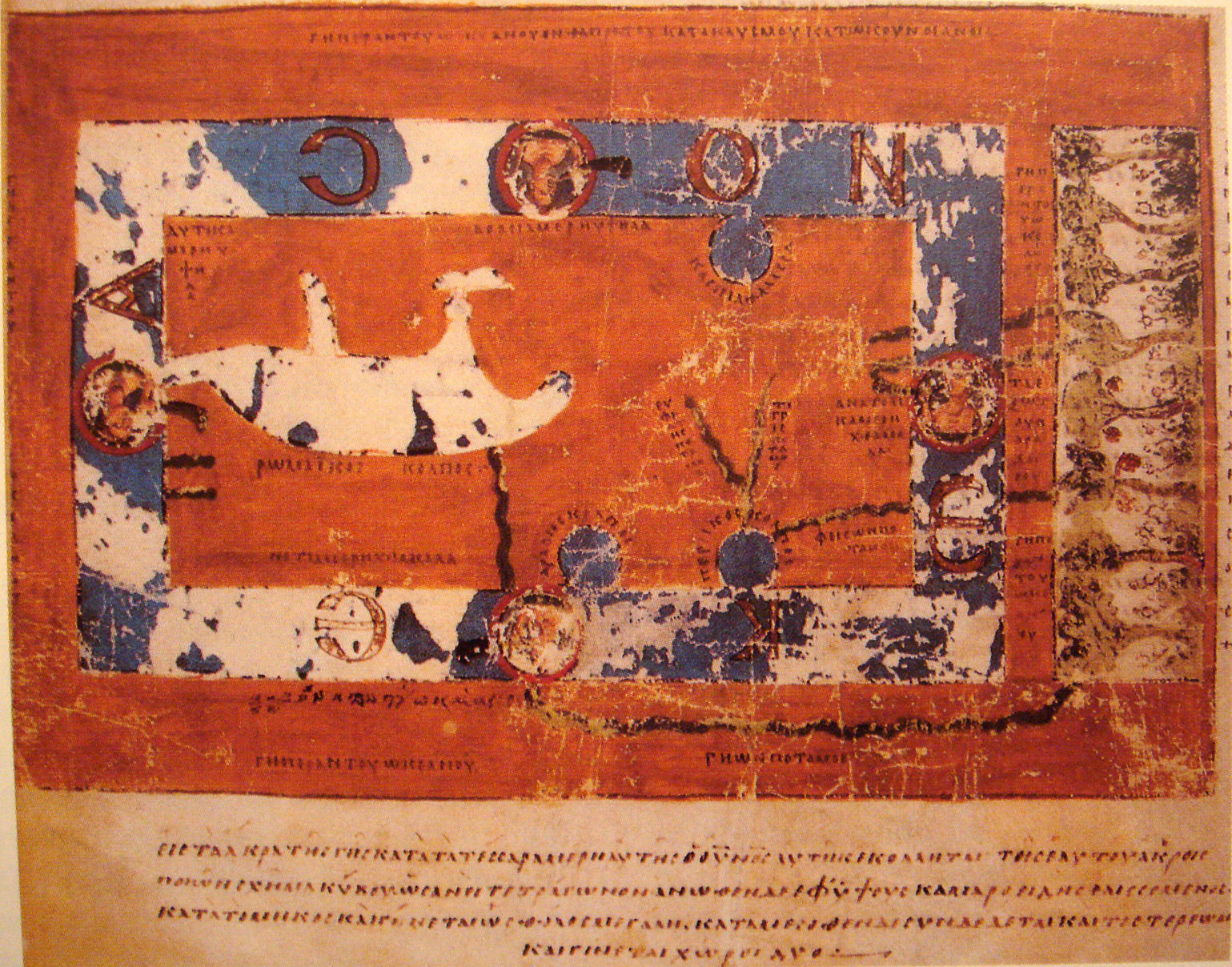
Världskarta av Kosmas

Kosmas, med binamnet Indikopleustes ("Indiefararen"), forntida geograf från Alexandria, gjorde som köpman vidsträckta resor till Arabien och östra Afrika och författade i ett Sinaikloster omkr. 550 e.Kr. på grekiska språket en "kristlig topografi" (Christianike topografia) i 12 böcker, vari han, polemiserande mot Ptolemaios, sökte uppställa ett med Bibeln överensstämmande geografiskt system. Arbetet är av vikt genom de på Kosmas resor samlade underrättelserna, särskilt över romerska rikets äldre förhållanden till Egypten, Ceylon och Indien.